# ميرون (زيت مقدس)

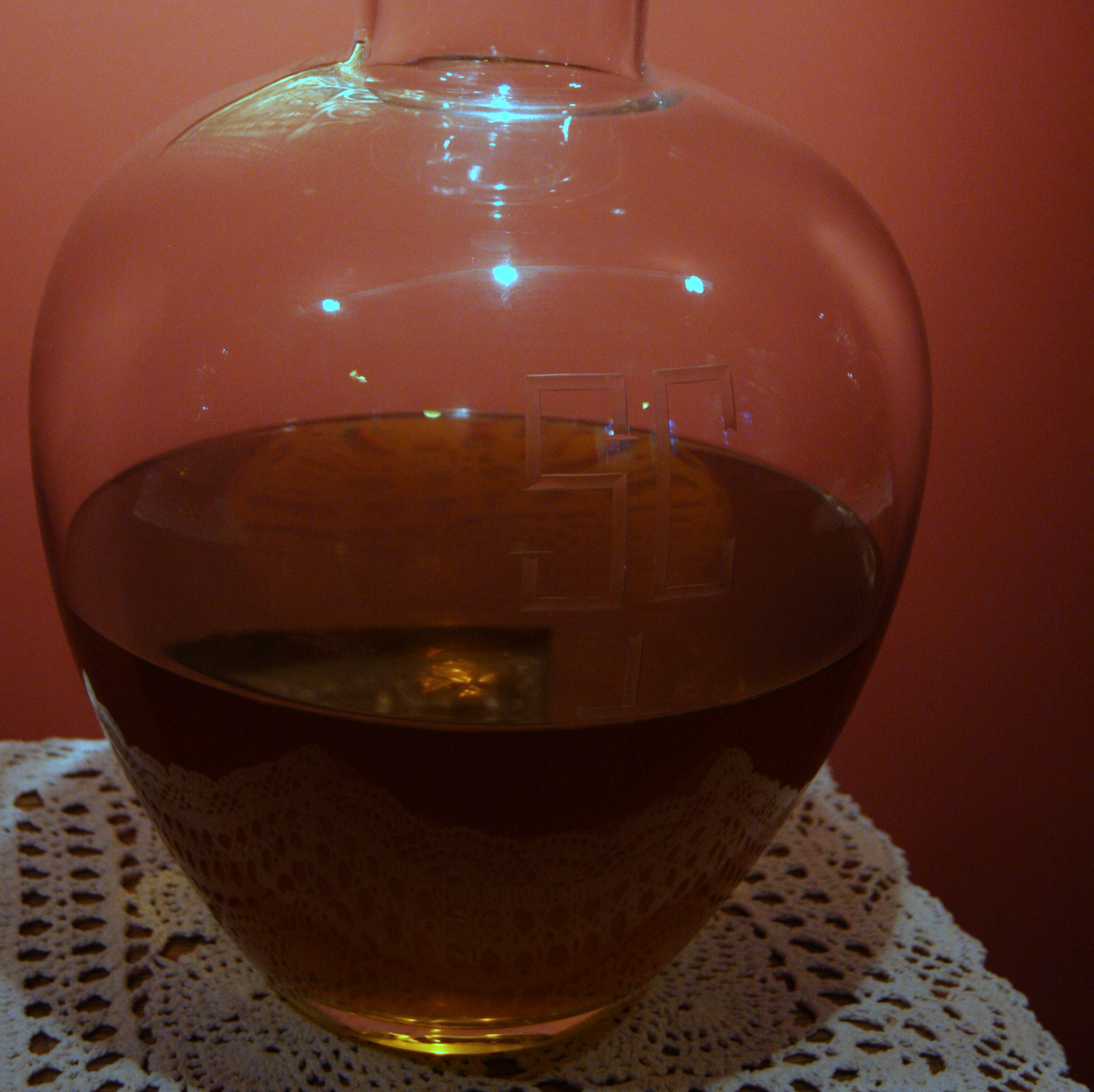

المَيْرُون أو الدهن المقدس الذي يُطلق عليه أيضًا اسم المر وزيت المسحة المقدسة والزيت المكرس هو زيت مكرس يستخدم في الكنائس الأنجلِكانية والآشورية والكثلية الرومانية واللوثرية الشمالية والكثلية القديمة والأرثُوذكسية الشرقية والأرثُوذكسية المشرقية وكنائس الأيام الأخيرة في إدارة الكنائس بعض الأسرار والوظائف الكنسية.

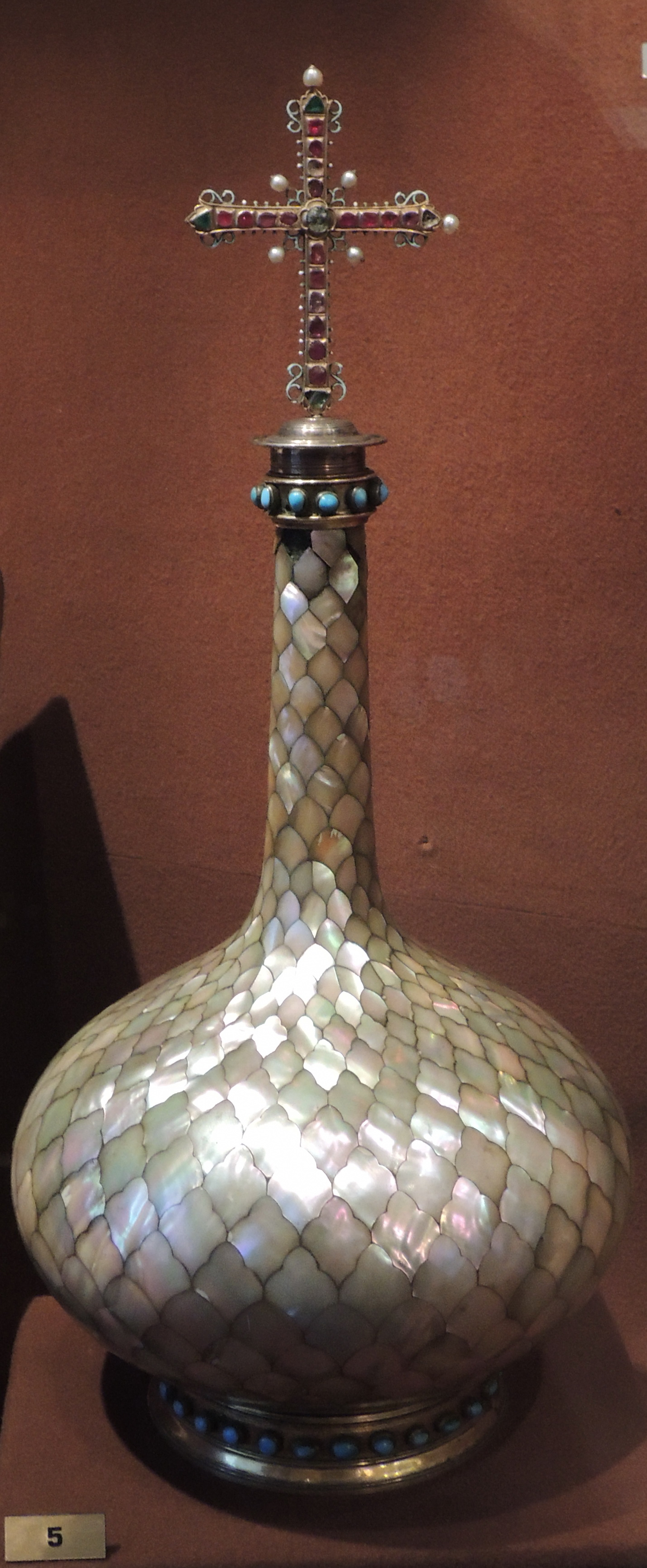